# جامع الراجحي

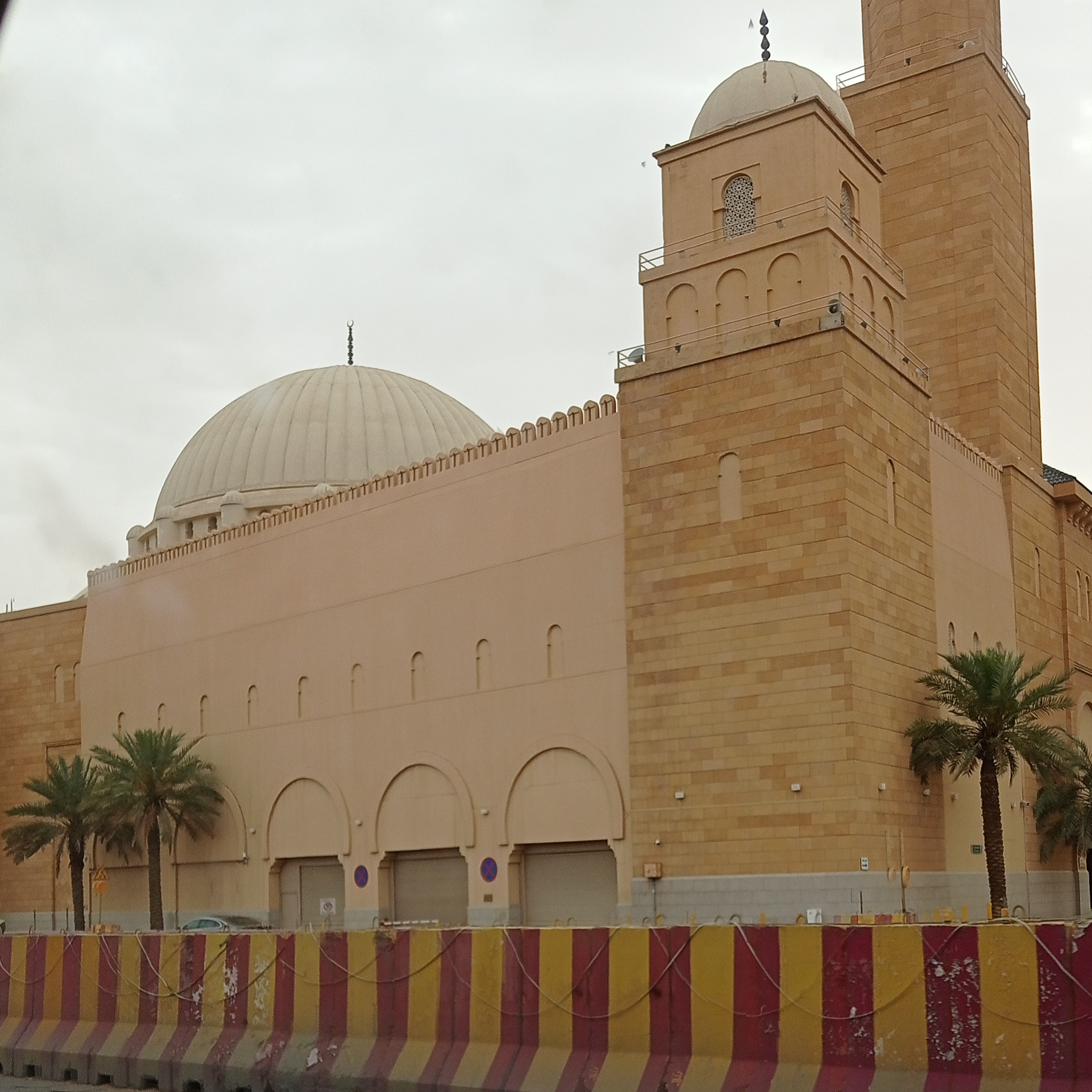
جانب من مسجد الراجحي في الرياض

جامع الشيخ سليمان الراجحي من أشهر وأكبر مساجد شرق العاصمة السعودية الرياض، افتتحه الملك سلمان بن عبدالعزيز عندما كان أميراً للرياض، وكان ذلك يوم الأحد 12 شعبان 1425 هـ. كما يعتبر جامع الراجحي من المعالم البارزة كونه يصنف من ضمن أكبر الجوامع على المستوى العربي ولهذا أدرج في قائمة معالم مدينة الرياض التي يزورها ضيوف المملكة المسلمون اثناء زيارتهم للعاصمة.

## موقع الجامع

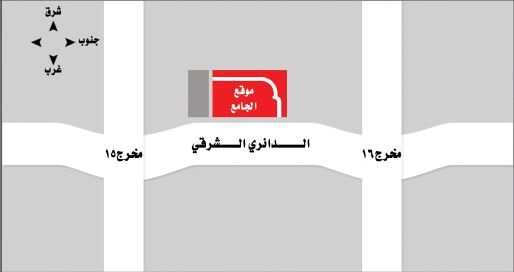
خريطة موقع جامع الراجحي

يقع جامع الشيخ سليمان الراجحي في حي الجزيرة شرق مدينة الرياض على الطريق الدائري الشرقي مخرج 15.

## أقسام الجامع
بالإضافة إلى الخدمات الأساسية كدورات المياه وأماكن الوضوء ومواقف السيارات يحتوي جامع الشيخ سليمان الراجحي على:

### المكتبة
تم افتتاح المكتبة في سنة 1426هـ، وقد كان عدد مجموعات المكتبة حوالي (3000) عنوان، ثم بلغ العدد الإجمالي لمجموعات مقتنيات المكتبة في عام 1434هـ نحو (18000) عنوان وأكثر من (50000) مجلداً. واكبت المكتبة التطورات الحديثة، فقامت بتطوير موقعها على موقع الجامع والذي يحصل من خلاله المستفيدين على خدمة أفضل. وتتسع المكتبة لمائة قارئ، كما أن خدمة الإنترنت وخدمة المكفوفين متوفرة بها.
ومواعيد مكتبة جامع الشيخ سليمان الراجحي هي:
| اليوم                      | من                   | إلى                 |
| -------------------------- | -------------------- | ------------------- |
| من الأحد إلى الخميس للرجال | السابعة والنصف صباحاً | الثامنة والنصف مساءً |
| يوم السبت للنساء           | الرابعة عصراً         | الثامنة مساءً        |
| يوم الجمعة للنساء          | الرابعة عصراً         | التاسعة مساءً        |

وتنقسم مكتبة جامع الشيخ سليمان الراجحي إلى عدة أقسام هي:
- قسم الخدمات الالكترونية.
- قسم الإجراءات الفنية.
- قسم الخدمات المرجعية.
- قسم الإهداء.

### القاعات
وهي مخصصة للندوات والمحاضرات وتتسع لـ 150 شخص، كما يوجد قاعة خاصة لاستقبال كبار الضيوف.

### حلقات تحفيظ القرآن الكريم
أولاً: الهدف الاستراتيجي:
العناية بكتاب الله تعالى حفظاً وتدبراً وتطبيقاً. مع تطوير برامج تحفيظه.
ثانياً: الأهداف التفصيلية:
- إعداد نظام نموذجي لتطوير الحلقات، ومعايير تقييمها.
- تقديم برامج تدريبية متخصصة لرفع كفاءة مشرفي الحلقات ومدرسيها.
- إنشاء حلقة نموذجية لكل فئة عمرية أو مرحلة دراسية.
- تخريج حفظة متقنين للقرآن الكريم بقراءته.
- تربية طلاب الحلقات على التحلي بأخلاق القرآن الكريم.

ثالثاً: البرامج العلمية:
- بدأ العمل الرسمي في الوحدة في السبت الموافق 7 شعبان 1426هـ.
- تقام حلقات الطلاب في فترتي العصر والمغرب.
- تقام حلقات الإقراء والكبار عصراً ومغرباً وعشاءً.
- تقييم الحلقات دورة سنوية لتخريج حفاظ متقنين يحملون إجازات مسندة في حفظ القرآن الكريم (دورة الحفاظ)
- يتجاوز عدد طلاب الحلقات أكثر من (500) خمسمائة طالب.
- تم وضع منهج مفصل للحفظ والمراجعة لفترتي العصر والمغرب.
- المشاركة في اختبارات الجمعية الخيرية السنوية بالرياض.

### حلقات حفظ السنة
وهو برنامج علمي يهتم بحفظ ومراجعة أصول الأحاديث النبوية عبر منهجية محددة، ويقام على مدار السنة في جامع الشيخ سليمان الراجحي بالرياض.
اهداف برنامج حفظ السنة:
1. حفظ السنة والعمل بها.
2. التربية على الجدية وحفظ الوقت.
3. بناء المخزون العلمي والشرعي الاستدلالي لدى الحافظ.
4. إيجاد البيئة المناسبة للحفظ.
5. المساهمة في حفظ الفرد المسلم في زمن المتغيرات.

مميزات برنامج حفظ السنة:
1. حلقات مستمرة في جميع الأوقات (فجر – عصر – مغرب – عشاء).
2. يقوم على التسميع في الحلقات ثلة من طلبة العلم الأكفاء.
3. إقامة العديد من البرامج العلمية واللقاءات التأصيلية.
4. تقديم العديد من الدورات العلمية واللقاءات المتخصصة.
5. إقامة العديد من الرحلات القصيرة والطويلة.
6. توفير النقل من وإلى الجامع (خاص بالمجموعات).
7. جوائز مجزية ومتميزة للمتفوقين في البرنامج.
8. البرنامج مجاني.

### مغسلة الموتى
يتواجد بجامع الشيخ سليمان الراجحي مغسلة للموتى. وتتسع مغسلة تجهيز الجنائز لـ 11 جنازة مع مراعاة الخصوصية لكل جنازة، وهي مجهزة بما تحتاجه الجنازة من كفن وسدر وقطن وغيرها بالإضافة إلى ثلاجة للميت، كما توفر سيارة خاصة لنقل الجنازة من جامع الشيخ سليمان الراجحي إلى المقبرة، بالإضافة لوجود حافلات لنقل المشيعين من جامع الشيخ سليمان الراجحي للمقبرة والعكس.

## وصلات خارجية
- الموقع الرسمي لجامع الراجحي